# Samuel D. Hunter
Samuel D. Hunter (Moscow, 1981) è un drammaturgo e sceneggiatore statunitense.

## Biografia
Nato e cresciuto in Idaho, Hunter ha studiato all'Università di New York, all'Università dell'Iowa e alla Juilliard School. Dichiaratamente gay, è autore di oltre una dozzina dei drammi, molti dei quali trattano della religiosità americana, con particolare attenzione ad evangelici e mormoni. È salito alla ribalta nel panorama del teatro newyorchese nel 2011 con la sua pièce A Bright New Boise, premiata con l'Obie Award, il massimo riconoscimento del teatro dell'Off-Broadway.
Due anni dopo ha ottenuto un secondo successo con The Whale, che gli è valso il Lucille Lortel Award, il GLAAD Media Award e il Drama Desk Award alla migliore opera teatrale. Nel 2014 ha ottenuto la MacArthur Fellowship. Nel 2022 ha scritto la sceneggiatura dell'adattamento cinematografico di The Whale per l'omonimo film diretto da Darren Aronofsky e presentato in concorso alla 79ª Mostra internazionale d'arte cinematografica di Venezia.

## Filmografia

### Sceneggiatore

#### Cinema
- The Whale, regia di Darren Aronofsky (2022)

#### Televisione
- Baskets - serie TV, 16 episodi (2016-2019)

## Teatro
- Five Genocides (2010)
- Jack's Precious Moment (2010)
- A Bright New Boise (2010)
- Norway (2011)
- A Permanent Image (2011)
- The Whale (2012)
- Pocatello (2014)
- The Few (2014)
- A Great Wilderness (2014)
- Rest (2014)
- Clarkston (2015)
- Lewiston (2016)
- The Healing (2016)
- The Harvest (2016)
- Lewiston/Clarkston (2018)
- Greater Clements (2019)
- A Case for the Existence of God (2022)